# Arthur Young
Arthur Young (11 de Setembro de 1741 - 12 de Abril de 1820) foi um escritor inglês nas áreas da agricultura, economia e estatística.

## Nascimento e Juventude
Arthur Young nasceu em 1741 em Bradfield Combust, no condado de Suffolk, sendo o segundo filho do Reverendo Arthur Young, um capelão de Arthur Onslow. Depois de estudar na escola de Lavenham, Young começou a trabalhar numa casa de comércio em King's Lynn em 1758, mas não tinha qualquer interesse no comércio.
Quando tinha dezassete anos de idade, publicou um panfleto sobre a guerra na América do Norte e, em 1761, mudou-se para Londres e criou uma revista chamada The Universal Museum, que acabaria por deixar, aconselhado por Samuel Johnson.
Também escreveu quatro romances e um estudo intitulado "Reflections on the Present State of Affairs at Home and Abroad" em 1759. Após a morte do seu pai no mesmo ano, a sua mãe encarregou-o de gerir a propriedade que a família detinha em Bradfield Hall, que era pequena e estava cheia de dívidas. Entre 1763 e 1766, Arthur dedicou-se à agricultura na sua propriedade. Em 1765, casou-se com Martha Allen, uma cunhada de Charles Burney. Frances Burney e a sua meia-irmã Sarah testemunharam a relação complicada que Arthur Young tinha com a sua esposa e a dedicação que dava aos filhos durante uma visita em 1792.
Arthur sofreu muito quando a sua filha Martha Ann morreu de tuberculose no dia 14 de Julho de 1797, quando tinha catorze anos de idade, um acontecimento que o terá levado a reconciliar-se com a religião. Nos seus últimos anos de vida, Arthur tornou-se grande amigo da neta de Burney, Marianne Francis, que, tal como ele, era uma envangelica devota.

## Primeiros Anos de Carreira
Em 1762, Arthur adquiriu uma quinta em Essex, onde levou a cabo várias experiências, tendo publicado os seus resultados no livro "A Course of Experimental Agriculture" (1770). Apesar de, na maioria dos casos, as suas experiências terem fracos resultados, deram-lhe um grande conhecimento sobre agricultura. Arthur tinha já dado inicio a uma série de viagens pela Inglaterra e País de Gales e tinha registado as suas observações em livros que foram publicados entre 1768 e 1770 intitulados "A Six Weeks' Tour through the Southern Counties of England and Wales", "A Six Months' Tour through the North of England" e Farmer's Tour through the East of England". Arthur afirmou que estes livros continham as únicas informações ainda existentes sobre o arrendamento, produção e armazenamento agrícola de Inglaterra que tinham sido obtidas através de uma verdadeira análise no local. Os livros foram muito bem recebidos e em 1792 já tinham sido traduzidos para a maioria das línguas europeias.
Ao todo, Arthur escreveu cerca de vinte e cinco livros e panfletos sobre a agricultura e quinze livros sobre economia política, além de vários artigos. Tornou-se conhecido pelas suas opiniões sobre o melhoramento da agricultura, a situação económica e as suas análises sociais.
Em 1768, publicou um livro intitulado "Farmer's Letters to the People of England" e, em 1771, o "Farmer's Calendar" que teve várias edições, e, em 1774, publicou a sua "Political Arithmetic" que também foi muito traduzida. Arthut era também repórter do parlamento para o Morning Post.
Entre 1776 e 1777, realizou uma viagem pela Irlanda, tendo publicado o livro "Tour in Irland" em 1780. O livro voltaria a ser publicado em 1897 e 1925, mas várias páginas que continham as suas descrições sociais foram retiradas.
Em 1784, deu inicio à publicação dos "Annals of Agriculture" que viria a ter quarenta e cinco volumes e incluiu uma contribuição do rei Jorge III que escreveu com o pseudónimo de Ralph Robinson.

## Viagens em França
Arthur visitou a França pela primeira vez em 1787. Tendo viajado pelo país perto do inicio da Revolução Francesa, descreveu as condições em que viviam as pessoas e a forma como os acontecimentos se estavam a desenvolver na altura. O livro "Travels in France" foi publicado em dois volumes em 1792. Quando regressou a Inglaterra, foi nomeado secretário do Conselho de Agricultura em 1793, quando este tinha acabado de ser criado sob a presidência de Sir John Sinclair. Foi neste cargo que deu a sua contribuição para a preparação e recolha de inquéritos por todos os condados ingleses. Contudo, a sua visão começou a piorar e, em 1811, foi submetido a uma cirurgia às cataratas que não correu bem.
Quando morreu, deixou um manuscrito da sua autobiografia que foi publicada em 1898 por Miss M. Betham-Edwards e é o melhor testemunho da sua vida. Também deixou materiais para um grande trabalho sobre elementos e práticas agrícolas.

## Análises Modernas
Mais recentemente, a atenção sobre o trabalho de Arthur Young passou para os seus trabalhos mais pequenos e começaram a estudar-se os seus métodos de investigação. Richard Stone (1997), considera-o o pioneiro na realização de estatísticas do PIB nacional, tendo continuado o trabalho de Gregory King que tinha vivido um século antes dele. Arthur publicou três estimativas sobre o PIB de Inglaterra, nos seus livros "Tour through the North of England", "Farmer's Tour through the East of England" e "Political Arithmetic". Brunt (2001), destaca a forma como Arthur Young recolhia a sua informação e a apresentava, considerando-o pioneiro da Base de sondagem. Arthur influenciou observadores contemporâneos da vida económica e social como Frederick Morton Eden e Sinclair.
Arthur foi o escritor inglês mais importante na área da agricultura, mas é mais conhecido pelas suas observações políticas e sociais e as suas viagens pela Irlanda e França ainda despertam grande interesse e são usadas no ensino. Viu claramente as razões que atrasavam o progresso na Irlanda e lutou a favor do fim das leis penais contra os católicos. Condenou ainda as restrições que a Grã-Bretanha impunha à Irlanda e a interferência frequente que o parlamento irlandês exercia sobre a indústria através de proibições e recompensas. Era a favor de uma união legislativa da Irlanda com a Grã-Bretanha, apesar de não considerar a medida necessária.
Arthur achava que o solo francês era melhor do que o inglês, mas salientou o facto de a agricultura não estar tão desenvolvida nem prestigiada como em Inglaterra. Culpava as classes altas pelas falhas na agricultura. "A expulsão (da corte) só por si, irá forçar a nobreza francesa a fazer aquilo que a inglesa já faz por prazer: viver e cuidar das suas propriedades." Arthur assistiu ao início da violência nas zonas rurais e começou a apoiar as classes que mais sofreram com os excessos da revolução. Esta mudança de atitude é perceptível na publicação, em 1793, do seu trabalho "The Example of France a Warning to England". Neste trabalho, Arthur parece não compreender exactamente onde começou a revolução e achava que a crise seria resolvida com um ajuste constitucional semelhante ao inglês. Condenou fortemente o sistema de cultivação métayage, que, na altura, era muito usado em França, culpando-o pela "perpetuação da pobreza e exclusão do ensino", bem como da ruína do país. Algumas das suas frases foram muitas vezes citadas por aqueles que defendiam o seu ponto de vista.